# Rodrigo Trindade
Rodrigo Trindade (9 de Fevereiro de 1994) ficou conhecido do público português depois de interpretar Micael na novela Mundo ao Contrário da TVI.

## Biografia
Em 2009 entra para a Escola Profissional de Teatro de Cascais onde termina o curso em 2012 e interpreta vários papéis, entre os quais o Tambor-Mor na peça Woyzeck, a sua PAP, dirigida por Carlos Avilez no Teatro Experimental de Cascais
No mesmo ano ingressa na Escola Superior de Teatro e Cinema até que em 2013 é descoberto pela Plural Entertainment e fica com o papel de Micael, par romântico de Sara Barradas e protagonista da novela da TVI: Mundo ao Contrário.
Rodrigo namora com a actriz e cantautora Marta Peneda

## Televisão
| Ano         | Projecto            | Papel                   | Notas                 | Canal           |
| ----------- | ------------------- | ----------------------- | --------------------- | --------------- |
| 2013        | Mundo ao Contrário  | Micael Silva Quintino   | Protagonista          | TVI             |
| 2014        | Sol de Inverno      | Filipe                  | Elenco Adicional      | SIC             |
| 2014        | Belmonte            |                         | Elenco Adicional      | TVI             |
| 2014 - 2015 | Água de Mar         | Vasco Flores            | Elenco Principal      | RTP1            |
| 2015        | Jardins Proibidos   | Filho de Jú e de Simão  | Participação Especial | TVI             |
| 2016        | Coração d'Ouro      | André                   | Elenco Adicional      | SIC             |
| 2016 - 2017 | A Impostora         | Bob                     | Elenco Adicional      | TVI             |
| 2017 - 2018 | A Herdeira          | Ivan Ranã               | Elenco Principal      | TVI             |
| 2018 - 2019 | A Teia              | Bruno Lobão             | Elenco Principal      | TVI             |
| 2019        | Amar Depois de Amar | Sebastião Gaio          | Elenco Principal      | TVI             |
| 2019 - 2020 | Na Corda Bamba      | Gabriel Lobo Trindade   | Elenco Principal      | TVI             |
| 2020        | Ai a Minha Vida     | Simão                   | Elenco Principal      | TVI             |
| 2021        | A Lista             | Sérgio Trindade         | Protagonista (OPTO)   | SIC             |
| 2021 - 2023 | Para Sempre         | Jaime                   | Elenco Adicional      | TVI             |
| 2022        | 3 Mulheres          | Sargento Trindade       | Elenco Adicional      | RTP1            |
| 2022        | Lua de Mel          | José «Zé» Pedro Martins | Elenco Principal      | SIC             |
| 2024 - 2025 | Senhora do Mar      | Robert Machado          | Elenco Principal      | SIC             |
| 2025        | Ninguém como Tu     | Gabriel Paiva Calado    | Elenco Principal      | TVI/Prime Video |

## Teatro
- 2012 - Woyzeck no Teatro Experimental de Cascais - Tambor-Mor